# Gezinsvorming
Onder gezinsvorming wordt in Nederland verstaan: gezinshereniging van de echtgenoot, geregistreerd partner of niet-geregistreerde partner, voor zover de gezinsband tot stand is gekomen op een tijdstip waarop de hoofdpersoon in Nederland hoofdverblijf had (artikel 1.1 sub r Vreemdelingenbesluit 2000). Gezinsvorming is een vorm van gezinshereniging, waarbij in dit geval de gezinsband tot stand is gekomen buiten Nederland.
In het Vreemdelingenbesluit 2000 (artikel 3.74 lid 1 onder a) is inmiddels geregeld dat de echtgenoot een salaris moet hebben van ten minste 100% van het minimumloon zoals bij gezinshereniging.
Op 4 maart 2010 heeft het Hof van Justitie van de Europese Unie (nr. C-578/08, het Chakroun-arrest) zich over deze inkomenseis uitgesproken. Het bepaalde dat de Nederlandse regering niet mag uitgaan van een inkomen van 120% van het minimumloon, maar alleen mag uitgaan van stabiele, regelmatige en voldoende inkomsten. De eis van 120% bij gezinsvorming is in strijd met Europese richtlijn 2003/86 EG.
De Nederlandse regering heeft daarop bericht bij gezinsvorming dezelfde grens te zullen hanteren als bij gezinshereniging (100% van het minimumloon).
Dit zal consequenties kunnen hebben voor het vreemdelingenbeleid. Veel afgewezen verzoekers om gezinsvorming kunnen om herziening vragen of bezwaar aantekenen. Maar alleen degenen die tot de Afdeling bestuursrechtspraak van de Raad van State hebben doorgeprocedeerd, komen daarvoor in aanmerking. Voor alle anderen geldt dat zij een nieuwe aanvraag moeten indienen.
Een andere manier van gezinsvorming is als een vrijgezel in zijn land van herkomst een partner zoekt en die naar het nieuwe land brengt. (Bron: buiteNLand)